# Municipio de Liberty (condado de Elk)
El municipio de Liberty (en inglés: Liberty Township) es un municipio ubicado en el condado de Elk en el estado estadounidense de Kansas. En el año 2010 tenía una población de 113 habitantes y una densidad poblacional de 0,73 personas por km².

## Geografía
El municipio de Liberty se encuentra ubicado en las coordenadas 37°33′43″N 96°3′54″O / 37.56194, -96.06500. Según la Oficina del Censo de los Estados Unidos, el municipio tiene una superficie total de 154.42 km², de la cual 153,12 km² corresponden a tierra firme y (0,84 %) 1,3 km² es agua.

## Demografía
Según el censo de 2010, había 113 personas residiendo en el municipio de Liberty. La densidad de población era de 0,73 hab./km². De los 113 habitantes, el municipio de Liberty estaba compuesto por el 96,46 % blancos y el 3,54 % eran de una mezcla de razas. Del total de la población el 2,65 % eran hispanos o latinos de cualquier raza.